# Mongolische Akademie der Wissenschaften
Die Mongolische Akademie der Wissenschaften (mongolisch: Монгол Улсын Шинжлэх Ухааны Академи, Mongol Ulsyn Shinjlekh Ukhaany Akademi) ist eine Akademie der Wissenschaften und ein wissenschaftliches Zentralinstitut mit Sitz in Ulan-Bator. Sie gilt als das führende Zentrum für Wissenschaften in der Mongolei. 
Der Vorläufer wurde 1921 gegründet, als die Regierung der neuen unabhängigen Mongolei einen Beschluss über die Gründung des Instituts für Literatur und Schriften fasste. Es wurde später in Institut für Wissenschaften bzw. 1931 dann in  Institut für Wissenschaften und Hochschulbildung umbenannt. Im Jahr 1961 wurde es schließlich in Mongolische Akademie der Wissenschaften (MAS) umbenannt. Gegenwärtig gehören der MAS 14 Forschungsinstitute und zwei angegliederte Akademien an.

## Bekannte Mitglieder der Akademie
- Tsendiin Damdinsüren (1903–1986), Schriftsteller
- Maidardschawyn Gandsorig (1949–2021), Wissenschaftler und Raumfahreranwärter
- Scharawyn Gungaadordsch (* 1935), Politiker und 15. Premierminister der Mongolei
- Walther Heissig (1913–2005), österreichischer Mongolist
- Owen Lattimore (1900–1989), US-amerikanischer Mongolist
- Bjambyn Rintschen (1905–1977), Schriftsteller